# Denkmäler der Volksrepublik China (Shandong)
Die folgende Tabelle bietet eine Übersicht zu sämtlichen Denkmälern der Provinz Shandong (Abk. Lu), die auf der Denkmalliste der Volksrepublik China stehen:
| Name                                                         | Beschluss | Kreis/Ort | siehe (auch)                                                                                          | Bild |
| ------------------------------------------------------------ | --------- | --- | --- | ---- |
| Xiaotangshan Guoshi mu shici 孝堂山郭氏墓石祠                | 1-54      | Jinan shi 济南市 | Gräber und steinerner Opferschrein der Familie Guo auf dem Xiaotangshan-Hügel (Jinan)                 |      |
| Jiaxiang Wu shi muqun shike 嘉祥武氏墓群石刻                 | 1-55      | Jiaxiang xian 嘉祥县 | Steinschnitzereien in den Gräbern der Familie Wu in Jiaxiang (Kreis Jiaxiang)                         |      |
| Simen ta 四门塔                                              | 1-62      | Jinan shi 济南市 | Simen-Pagode ("Vier-Tor-Pagode") (Jinan)                                                              |      |
| Qufu Kongmiao ji Kongfu 曲阜孔庙及孔府                       | 1-99      | Qufu shi 曲阜市 | Konfuziustempel und Familiensitz der Familie Kong in Qufu                                             |      |
| Chengziya yizhi 城子崖遗址                                   | 1-140     | Zhangqiu shi 章丘市 | Chengziya-Stätte (der neolithischen Longshan-Kultur) (Zhangqiu)                                       |      |
| Linzi Qiguo gucheng 临淄齐国故城                             | 1-144     | Zibo shi 淄博市 | Hauptstadt des alten Staates Qi in Linzi (Zibo)                                                       |      |
| Qufu Luguo gucheng 曲阜鲁国故城                              | 1-145     | Qufu shi 曲阜市 | Hauptstadt des alten Staates Lu in Qufu                                                               |      |
| Konglin 孔林                                                 | 1-163     | Qufu shi 曲阜市 | Grab des Konfuzius und seiner Familie (Qufu)                                                          |      |
| Lingyan si 灵岩寺                                            | 2-21      | Jinan shi 济南市 | Lingyan-Tempel (Jinan)                                                                                |      |
| Penglai shuicheng ji Penglai ge 蓬莱水城及蓬莱阁             | 2-37      | Penglai shi 蓬莱市 | Wasserstadt Penglai und Penglai-Pavillon (Penglai)                                                    |      |
| Dawenkou yizhi 大汶口遗址                                    | 2-48      | Tai'an shi 泰安市 | Dawenkou-Stätte (neolithische Dawenkou-Kultur) (Tai'an)                                               |      |
| Liugongdao Jiawu zhanzheng jinian di 刘公岛甲午战争纪念地    | 3-9       | Weihai shi 威海市 | Liugong-Insel Ausstellungshalle über den Chinesisch-Japanischen Krieg (1894–1895) (Weihai)            |      |
| Feng Yuxiang mu 冯玉祥墓                                     | 3-39      | Tai'an shi 泰安市 | Grab von Feng Yuxiang (Tai'an)                                                                        |      |
| Tuoshan shiku 驼山石窟                                       | 3-46      | Qingzhou shi 青州市 | Tuoshan-Grotten (Qingzhou)                                                                            |      |
| Qianfo ya zaoxiang 千佛崖造像 (包括龙虎塔、九顶塔)           | 3-48      | Jinan shi 济南市 | Skulpturen des Tausend-Buddha-Berges (umfasst Longhu-Pagode 龙虎塔 und Jiuding-Pagode 九顶塔) (Jinan) |      |
| Guangyue lou 光岳楼                                          | 3-65      | Liaocheng shi 聊城市 | Guangyue-Gebäude (Liaocheng)                                                                          |      |
| Liaocheng Shanshan huiguan 聊城山陕会馆                      | 3-77      | Liaocheng shi 聊城市 | Shanshan-Versammlungshalle in Liaocheng                                                               |      |
| Mengmiao, Mengfu he Menglin 孟庙、孟府和孟林                 | 3-83      | Zoucheng shi 邹城市 | Mencius-Tempel, Mencius-Residenz und Mencius-Wald (Zoucheng)                                          |      |
| Mou shi zhuangyuan 牟氏庄园                                  | 3-92      | Qixia shi 栖霞市 | Landgut der Familie Mou (Qixia)                                                                       |      |
| Shihu yuan 十笏园                                            | 3-95      | Weifang shi 潍坊市 | Shihu-Garten (in Weifang)                                                                             |      |
| Dai Miao 岱庙                                                | 3-125     | Tai’an Shi 泰安市 | Daoistischer Dai-Tempel (Tai’an)                                                                      |      |
| Chongjue si tieta 崇觉寺铁塔                                 | 3-146     | Jining Shi 济宁市 | Eisenpagode des Chongjue-Tempels (Jining)                                                             |      |
| Yunfeng shan, Tianzhu shan moya shike 云峰山、天柱山摩崖石刻 | 3-170     | Laizhou shi 莱州市 | Felsinschriften des Yunfeng Shan und Tianzhu Shan (Laizhou)                                           |      |
| Tieshan, Gangshan moya shike 铁山、岗山摩崖石刻              | 3-171     | Zoucheng shi 邹城市 | Tieshan- und Gangshan-Steininschriften (Zoucheng)                                                     |      |
| Xuecheng yizhi 薛城遗址                                      | 3-202     | Tengzhou shi 滕州市 | Xuecheng-Stätte (Hauptstadt des Staates Xue (Staat während der Östlichen Zhou-Zeit)) (Tengzhou)       |      |
| Tian Qi wang ling 田齐王陵                                   | 3-232     | Zibo shi 淄博市 | Gräber der Könige von Qi (Frühlings- und Herbstperiode) (Zibo)                                        |      |
| Sulu wang mu 苏禄王墓                                        | 3-252     | Dezhou fu 德州市 | Grab des Königs von Sulu (in der Stadt Dezhou)                                                        |      |
| Beizhuang yizhi 北庄遗址                                     | 4-10      | Changdao xian 长岛县 | Beizhuang-Stätte (Kreis Changdao)                                                                     |      |
| Dantu yizhi 丹土遗址                                         | 4-11      | Wulian xian 五莲县 | Dantu-Stätte (Kreis Wulian)                                                                           |      |
| Cao Zhi mu 曹植墓                                            | 4-67      | Dong'e xian 东阿县 | Grab von Cao Zhi (Kreis Dong’e)                                                                       |      |
| Guangrao Guandi miao dadian 广饶关帝庙大殿                   | 4-106     | Guangrao xian 广饶县 | Haupthalle im Guandi-Tempel von Guangrao (Kreis Guangrao)                                             |      |
| Wei shi zhuangyuan 魏氏庄园                                  | 4-173     | Huimin xian 惠民县 | Residenz der Familie Wei (Kreis Huimin)                                                               |      |
| Ding shi guzhai 丁氏故宅                                     | 4-174     | Longkou shi 龙口市 | Frühere Residenz der Familie Ding (Longkou)                                                           |      |
| Yantai Fujian huiguan 烟台福建会馆                           | 4-205     | Yantai shi 烟台市 | Fujian-Gildehaus in Yantai (Yantai)                                                                   |      |
| Qingdao Deguo zhujian 青岛德国建筑                           | 4-206     | Qingdao shi 青岛市 | Deutsche Gebäude von Qingdao                                                                          |      |
| Balujun yiyiwu shisi lingbu jiuzhi 八路军一一五师司令部旧址  | 4-244     | Junan xian 莒南县 | Ehemaliges Hauptquartier der 115. Division der 8. Marscharmee (Kreis Junan)                           |      |
| Xihe yizhi 西河遗址                                          | 5-58      | Zhangqiu shi 章丘市 | Xihe-Stätte (Neolithikum) (Zhangqiu)                                                                  |      |
| Tonglin yizhi 桐林遗址                                       | 5-59      | Zibo shi 淄博市 | Tonglin-Stätte (Longshan-Kultur) (Zibo)                                                               |      |
| Dinggong yizhi 丁公遗址                                      | 5-60      | Zouping xian 邹平县 | Dinggong-Stätte (Kreis Zouping)                                                                       |      |
| Jingyanggang yizhi 景阳岗遗址                                | 5-61      | Yanggu xian 阳谷县 | Jingyanggang-Stätte (Kreis Yanggu)                                                                    |      |
| Anqiu Gudui yizhi 安邱堌堆遗址                               | 5-62      | Heze shi 菏泽市 | Stätte von Gudui in Anqiu (Heze)                                                                      |      |
| Jimo gucheng yizhi 即墨故城遗址                              | 5-63      | Pingdu shi 平度市 | Stätte der alten Stadt Jimo (Pingdu)                                                                  |      |
| Han Jibei wang mu 汉济北王墓                                 | 5-168     | Jinan shi 济南市 | Han-Grab des Jibei-Königs aus der Zeit der Westlichen Han-Dynastie (Shuangrushan Han-Grab) (Jinan)    |      |
| Beizhai muqun 北寨墓群                                       | 5-169     | Yinan xian 沂南县 | Beizhai-Gräber (Kreis Yinan)                                                                          |      |
| Han Lu wang mu 汉鲁王墓                                      | 5-170     | Qufu shi 曲阜市 | Han-Gräber der Könige von Lu (Westliche Han-Dynastie) (Qufu)                                          |      |
| Yan miao 颜庙                                                | 5-336     | Qufu shi 曲阜市 | Yan-Tempel (Konfuziusschüler Yan Hui) (Qufu)                                                          |      |
| Linqing yunhe chaoguan 临清运河钞关                          | 5-337     | Linqing shi 临清市 | Handelssteuerbehörde (Trade Tax Office) am Großen Kanal in Linqing (1429)                             |      |
| Qi changcheng yizhi 齐长城遗址                               | 5-442(1)  | Jinan 济南市, Zhangqiu 章丘市, Feicheng 肥城市, Tai'an 泰安市, Laiwu 莱芜市, Zibo 淄博市, Kreis Yiyuan 沂源县, Kreis Linqu 临朐县, Anqiu 安丘市, Zhucheng 诸城市, Kreis Yishui 沂水县, Kreis Ju 莒县, Kreis Wulian 五莲县, Jiaonan 胶南市, Qingdao 青岛市 | Große Mauer des Staates Qi der Zeit der Frühlings- und Herbstannalen und Zeit der Streitenden Reiche  |      |
| Taishan shike 泰山石刻                                       | 5-454     | Tai'an shi 泰安市 | Steininschriften des Tai Shan (Tai'an)                                                                |      |
| Baifoshan shiku zaoxiang 白佛山石窟造像                      | 5-455     | Dongping xian 东平县 | Steinskulpturen der Baifoshan-Felsgrotten (Kreis Dongping)                                            |      |
| Qingdao Badaguan jindai jianzhu 青岛八大关近代建筑           | 5-492     | Qingdao shi 青岛市 | Villenviertel Badaguan in Qingdao                                                                     |      |
| Yiyuan yuanren yizhi 沂源猿人遗址                            | 6-104     | Yiyuan xian 沂源县 | Homo-erectus-Stätte von Yiyuan (ca. 500.000-400.000 Jahre alt) (Kreis Yiyuan)                         |      |
| Beixin yizhi 北辛遗址                                        | 6-105     | Tengzhou shi 滕州市 | Beixin-Stätte (Beixin-Kultur) (Tengzhou)                                                              |      |
| Wangyin yizhi 王因遗址                                       | 6-106     | Yanzhou shi 兖州市 | Wangyin-Stätte (Neolithikum) (Yanzhou)                                                                |      |
| Jiabai yizhi 贾柏遗址                                        | 6-107     | Wenshang xian 汶上县 | Jiabai-Stätte (Kreis Wenshang)                                                                        |      |
| Xiaojingshan yizhi 小荆山遗址                                | 6-108     | Zhangqiu shi 章丘市 | Xiaojing-shan-Stätte (Zhangqiu)                                                                       |      |
| Dongyueshi yizhi 东岳石遗址                                  | 6-109     | Pingdu shi 平度市 | Dongyueshi-Stätte (Pingdu)                                                                            |      |
| Baishi cun yizhi 白石村遗址                                  | 6-110     | Yantai shi 烟台市 | Baishicun-Stätte (Yantai)                                                                             |      |
| Liangchengzhen yizhi 两城镇遗址                              | 6-111     | Rizhao shi 日照市 | Liangchengzhen-Stätte (Rizhao)                                                                        |      |
| Yaowangcheng yizhi 尧王城遗址                                | 6-112     | Rizhao shi 日照市 | Yaowangcheng-Stätte (Rizhao)                                                                          |      |
| Donghaiyu yizhi 东海峪遗址                                   | 6-113     | Rizhao shi 日照市 | Donghaiyu-Stätte (Rizhao)                                                                             |      |
| Houli yizhi 后李遗址                                         | 6-114     | Zibo shi 淄博市 | Houli-Stätte (Houli-Kultur) (Zibo)                                                                    |      |
| Sanlihe yizhi 三里河遗址                                     | 6-115     | Jiaozhou shi 胶州市 | Sanlihe-Stätte (Jiaozhou)                                                                             |      |
| Fujia yizhi 傅家遗址                                         | 6-116     | Guangrao xian 广饶县 | Fujia-Stätte (Kreis Guangrao)                                                                         |      |
| Jiaochangpu yizhi 教场铺遗址                                 | 6-117     | Chiping xian 茌平县 | Jiaochangpu-Stätte (Kreis Chiping)                                                                    |      |
| Guicheng chengzhi 归城城址                                   | 6-118     | Longkou shi 龙口市 | Alte Stadt Guicheng (Longkou)                                                                         |      |
| Tanguo gucheng 郯国故城                                      | 6-119     | Tancheng xian 郯城县 | Stätte der alten Hauptstadt des Staates Tan (Tancheng)                                                |      |
| Zhuguo gucheng 邾国故城                                      | 6-120     | Zoucheng shi 邹城市 | Stätte der alten Hauptstadt des Staates Zhu (Zoucheng)                                                |      |
| Biyang gucheng 偪阳故城                                      | 6-121     | Zaozhuang | Stätte der alten Stadt Biyang (Zaozhuang)                                                             |      |
| Dongpingling gucheng 东平陵故城                              | 6-122     | Zhangqiu | Stätte der alten Stadt Dongpingling (Zhangqiu)                                                        |      |
| Zhongchenhao yao zhi 中陈郝窑址                              | 6-123     | Zaozhuang | Stätte des Brennofens von Zhongchenhao (Zaozhuang)                                                    |      |
| Longhuasi yizhi 龙华寺遗址                                   | 6-124     | Boxing | Stätte des Longhua-Tempels (Kreis Boxing)                                                             |      |
| Zhaili yao zhi 寨里窑址                                      | 6-125     | Zibo | Stätte des Brennofens von Zhaili (Zibo)                                                               |      |
| Zuiziqian muqun 嘴子前墓群                                   | 6-256     | Haiyang shi 海阳市 | Zuiziqian-Stätte (Haiyang)                                                                            |      |
| Xiaowangzhuang muqun 萧王庄墓群                              | 6-257     | Jining shi 济宁市 | Gräber von Xiaowangzhuang (Han-Dynastie) (Jining)                                                     |      |
| Xiyanchi muqun 洗砚池墓群                                    | 6-258     | Linyi shi 临沂市 | Xiyanchi-Gräber (Westliche Jin-Dynastie) (Linyi)                                                      |      |
| Cui Fen mu 崔芬墓                                            | 6-259     | Linqu xian 临朐县 | Grab des Generals Cui Fen (Wandgemälde aus der Zeit der Nördliche Qi-Dynastie) (Kreis Linqu)          |      |
| Hanshi jiazu mudi 韩氏家族墓地                               | 6-260     | Shen xian 莘县 | Friedhof der Familie Han (Liao-Dynastie; Kreis Shen)                                                  |      |
| Ming Lu wang mu 明鲁王墓                                     | 6-261     | Zoucheng shi 邹城市 | Grab des Prinzen von Lu aus der Ming-Dynastie (Mausoleum des Prinzen Huang (Zhu Tan) in (Zoucheng))   |      |
| Bianqiao 卞桥                                                | 6-613     | Sishui xian 泗水县 | Bian-Brücke (Kreis Sishui)                                                                            |      |
| Longxing si tieta 隆兴寺铁塔                                 | 6-614     | Liaocheng shi 聊城市 | Eisenpagode des Longxing-Tempels (Liaocheng)                                                          |      |
| Yan Wenjiang ci 颜文姜祠                                     | 6-615     | Zibo shi 淄博市 | Yan-Wenjiang-Ahnentempel (Zibo)                                                                       |      |
| Taishan gu jianzhu qun 泰山古建筑群                          | 6-616     | Tai'an shi 泰安市 | Alte Gebäude am Tai Shan (Tai'an)                                                                     |      |
| Zeng miao 曾庙                                               | 6-617     | Jiaxiang xian 嘉祥县 | Zeng-Tempel (Kreis Jiaxiang)                                                                          |      |
| Nishan Kongmiao he shuyuan 尼山孔庙和书院                    | 6-618     | Qufu shi 曲阜市 | Nishan-Konfuziustempel und Nishan-Akademie (Qufu)                                                     |      |
| Jining Dongfu si 济宁东大寺                                  | 6-619     | Jining shi 济宁市 | Dongdu-Tempel in Jining                                                                               |      |
| Pu Songling guzhai 蒲松龄故宅                                | 6-620     | Zibo shi 淄博市 | Ehemaliger Wohnsitz von Pu Songling (Zibo)                                                            |      |
| Xitian si zaoxiang 西天寺造像                                | 6-832     | Zibo shi 淄博市 | Skulptur im Xitian-Tempel (Großer Steinbuddha) (Zibo)                                                 |      |
| Hongdingshan moya 洪顶山摩崖                                 | 6-833     | Dongping xian 东平县 | Hongdingshan-Felsinschriften (Kreis Dongping)                                                         |      |
| Shengjingshan moya 圣经山摩崖                                | 6-834     | Wendeng shi 文登市 | Shengjingshan-Inschriften (Wendeng)                                                                   |      |
| Hongjialou tianzhu jiaotang 洪家楼天主教堂                   | 6-976     | Jinan shi 济南市 | Katholische Kirche von Hongjialou (Jinan)                                                             |      |
| Qingdao pijiuchang zaoqi jianzhu 青岛啤酒厂早期建筑          | 6-977     | Qingdao shi 青岛市 | Alte Brauerei von Qingdao                                                                             |      |
| Wang Jinmei guju 王尽美故居                                  | 6-978     | Zhucheng shi 诸城市 | Ehemaliger Wohnsitz von Wang Jinmei (Zhucheng)                                                        |      |
| Yantai shan jindai jianzhu qun 烟台山近代建筑群              | 6-979     | Yantai shi 烟台市 | Gebäude des Yantaishan (Yantai)                                                                       |      |
| Wanzihui jiuzhi 万字会旧址                                   | 6-980     | Jinan shi 济南市 | Wanzihui-Stätte (Jinan)                                                                               |      |
| Tai'erzhuang dazhan jiuzhi 台儿庄大战旧址                    | 6-981     | Zaozhuang shi 枣庄市 | Ehemalige Stätte der Schlacht um Tai’erzhuang (Zaozhuang)                                             |      |